# Banu Ghàniya
Els Banu Ghàniya (àrab: بنو غانية, Banū Ḡāniya) fou una dinastia amaziga sanhadja emparentada amb els almoràvits que va ocupar importants càrrecs de govern a Xarq al-Àndalus (1133-1145), Granada (1147-1149), les Illes Orientals d'al-Andalus (1126-1203), i, per conquesta, d'Ifríqiya (1184-1212). El nom deriva de la princesa Ghàniya que el sultà almoràvit Yússuf ibn Taixfín va donar en matrimoni a Abu-Zaqariyyà Yahya ibn Alí aleshores cap de la família, i pares de Yahya ibn Alí ibn Ghàniya, valí de Balansiya i Mursiyya i Muhàmmad ibn Alí ibn Yússuf, valí almoràvit de Mayurqa.
Abu-Zaqariyyà Yahya ibn Alí ibn Ghàniya va participar en la lluita dels almoràvits contra Alfons el Bataller (1133).
Yahya ibn Alí ibn Ghàniya i va lluitar contra els revoltats a la Revolta contra els almoràvits. El 1146 va defensar Còrdova contra Alfons VII de Castella, del que finalment es va declarar vassall. Després del desembarcament almohade el 1146 va ser un dels darrers defensors dels almoràvits i va morir a Granada l'1148.
Des del 1147, la nova secta integrista dels almohades va assolir el poder als territoris almoràvits de l'Àndalus, de manera que Mayūrqa restà com el darrer reducte dels almoràvits. Muhàmmad ibn Ghàniya, valí de Mayūrqa, aconseguí resistir a Mayūrqa atraient als seguidors dels almoràvits que fugien de la península Ibèrica. El seu successor, Ishaq ibn Muhàmmad, aconseguí consolidar la posició del llinatge i la família es consolidà. Els seus fills continuaren la lluita contra els almohades.

## Emirs de Mayūrqa
- Muhàmmad ibn Ghàniya 1126-1165 (governador almoravit 1126-?, i després rei) (enderrocat)
- Ishaq ibn Muhàmmad ibn Ghàniya (fill) 1165-1183
- Muhàmmad ibn Ishaq ibn Ghàniya (fill) 1183-1184
- Conquesta per part dels almohades el 1184-1187
- Abd-Al·lah ibn Ishaq ibn Ghàniya 1187-1203?

## Senyors de la guerra a Àfrica
- Alí ibn Ishaq inb Ghàniya (conegut com a Alí ibn Ghàniya) 1184-1188, va ser emir (per conquesta) de Bugia (1185-1186) Alger (1186) i Gafsa (1186-1187), senyor de guerra a Tunis 1187-1188 dominant zones del país.
- Yahya ibn Ishaq ibn Ghàniya (conegut com a Yahya ibn Ghàniya) 1188-1202/1203 va ser senyor de guerra a Tunis 1188-1212 dominant zones del país.
- Abd-Al·lah ibn Ishaq ibn Ghàniya (1187 - 1203?), senyor de guerra a Àfrica, i darrer emir almoràvit de la Taifa de Mayūrqa.

## Genealogia dels Banu Ghàniya
```
└──
Abu-Zakariyyà Alí ibn Yússuf

├──
Yahya ibn Alí ibn Ghàniya

└──
Muhàmmad ibn Alí ibn Ghàniya

├──
Abd-Al·lah ibn Muhàmmad ibn Ghàniya

│ └──
Abu-Muhàmmad ibn Abd-Al·lah ibn Ghàniya

├──
Ishaq ibn Muhàmmad ibn Ghàniya

│ ├──
Muhàmmad ibn Ishaq ibn Ghàniya

│ ├──
Alí ibn Ishaq ibn Ghàniya

│ ├──
Yahya ibn Ishaq ibn Ghàniya

│ ├──
Abd-Al·lah ibn Ishaq ibn Ghàniya

│ ├──
Talha ibn Ishaq ibn Ghàniya

│ ├──
Tahsín ibn Ishaq ibn Ghàniya

│ ├──
Al-Ghazi ibn Ishaq ibn Ghàniya

│ ├──
Seir ibn Ishaq ibn Ghàniya

│ ├──
Al-Mansur ibn Ishaq ibn Ghàniya

│ ├──
Jubbara ibn Ishaq ibn Ghàniya

│ ├──
Úmar ibn Ishaq ibn Ghàniya

│ ├──
Yússuf ibn Ishaq ibn Ghàniya

│ └──
Al-Hàssan ibn Ishaq ibn Ghàniya

└──
Alí ibn Muhàmmad ibn Ghàniya
```